# Avilés
Avilés és una ciutat, un conceyu i una parròquia de la Comunitat Autònoma del Principat d'Astúries (Espanya), als marges de la Ría d'Avilés, a 25 km de Gijón i 27 d'Oviedo.

## Geografia
Avilés és un concejo petit, suposa només el 0,239% d'extensió del Principat. Limita al nord amb el mar Cantàbric, a l'est amb Gozón, al sud amb Corvera i a l'oest amb Castrillón i Illas. Les seves principals poblacions són la mateixa Avilés, Miranda, Heros, Caliero, Tabiella i Sablera.
En el concejo es troba el segon port marítim en importància de la regió. El seu nucli antic ha estat declarat Conjunt Històric-Artístic-Monumental, ja que compta amb importants joies de l'arquitectura civil i religiosa. Entre els seus atractius destaquen els carrers de Galiana i Rivero, la plaça d'Espanya amb el seu Ajuntament, l'església vella de Sabugo, del segle xiii, i la moderna de Sant Tomás de Canterbury. Dintre de l'arquitectura civil, Avilés ens obsequia amb els palaus de Valdecarzana i Camposagrado i el teatre Palacios Valdés amb el Centro Niemeyer.

### Parròquies
- Avilés
- Entreviñes
- La Madalena de Corros
- Miranda
- San Xuan de Nieva
- Valliniello

## Història
En 1085, Alfons VI atorgà un fur a Avilés, on ja existia una població des de temps romans. El fur d'Avilés li dona categoria de vila reial i al llarg de l'edat mitjana donarà suport sempre a la corona, a qui paga impostos. Avilés no va ser mai feu ni va tenir altre tribunal competent que els reals. Es va mantenir com una ciutat petita amb un fort caràcter mariner i camperol fins a la industrialització dels segles XIX i XX.
La industrialització s'inicia en el segle xix amb l'assentament, entre d'altres, de la Real Companyia Asturiana de Mines en el veí municipi de Castrillón, els productes del qual són comercialitzats pel port d'Avilés. A partir de 1950 la industrialització es va fer més forta. La construcció d'una gegantesca empresa siderúrgica que crea milers de llocs de treball. Això va portar amb si que vinguessin milers d'immigrants de tot Espanya, produint-se un creixement desmesurat de la població.

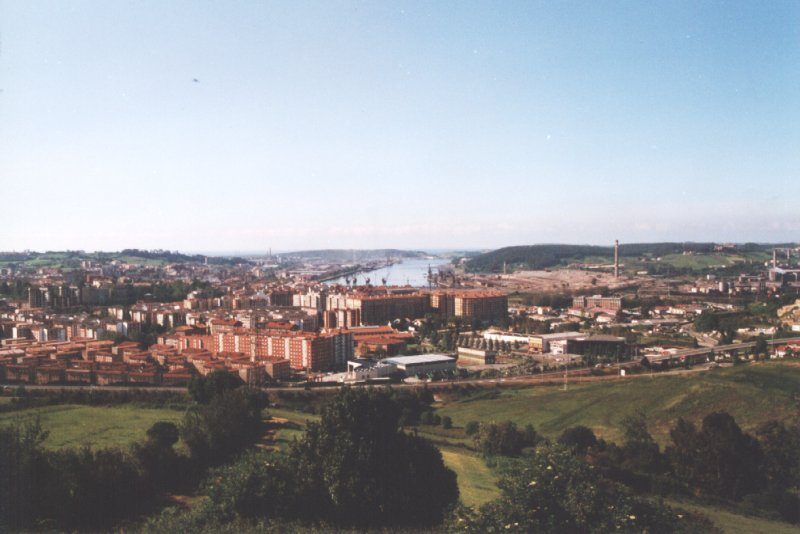
Avilés, vista des de l'ermita de La Luz

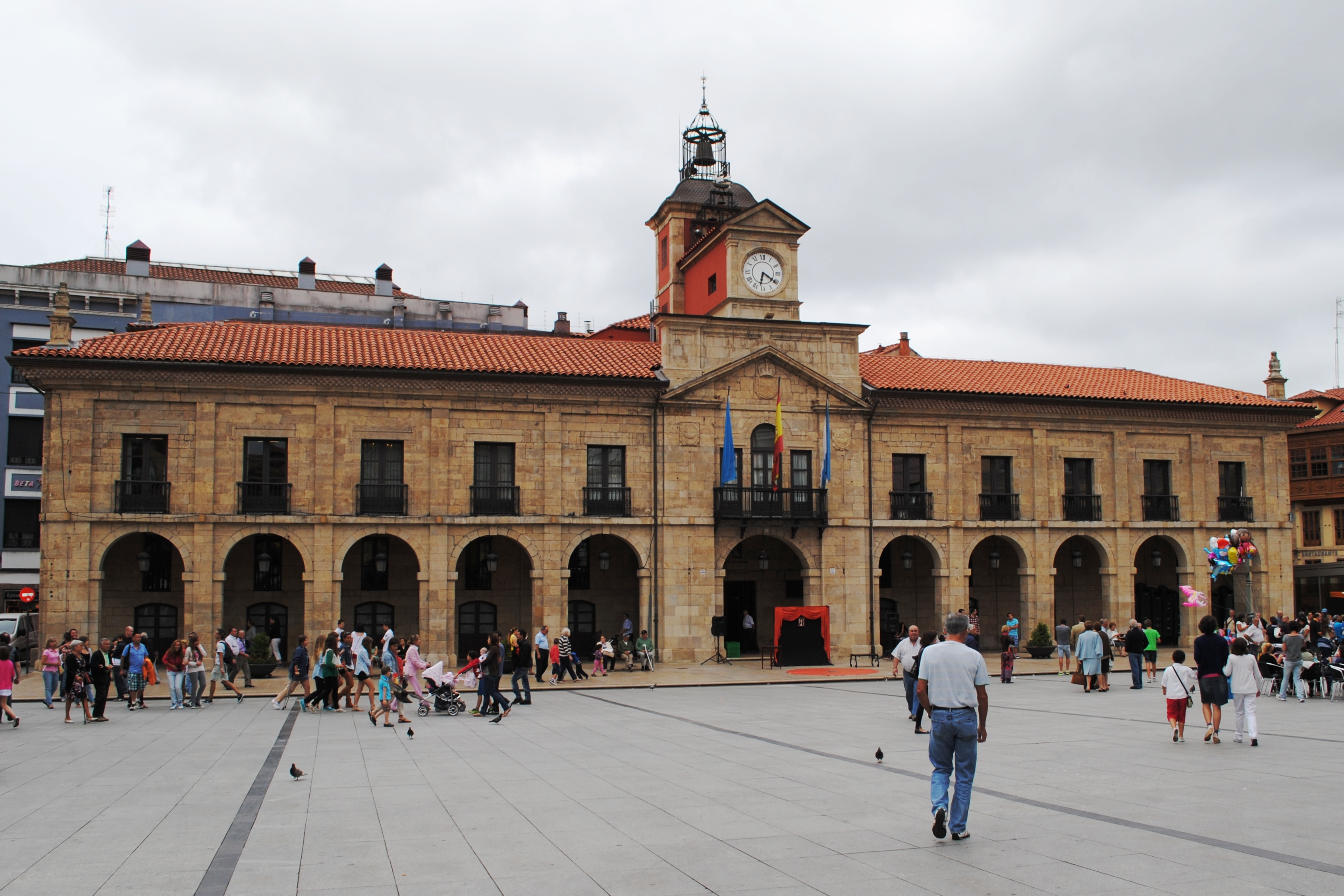
Avilés, Ajuntament

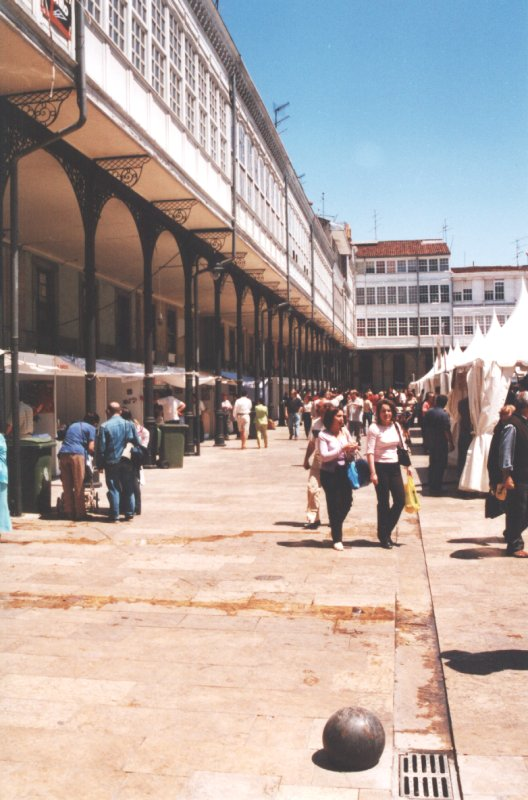
Avilés, Plaça d'abastos (Hermanos Orbón)

La tercera etapa comença amb l'aparició de la famosa "Reconversió Industrial", és a dir, altra forma d'anomenar al tancament d'indústries i a les reduccions massives de plantilles. Avui dia la ciutat, amb la recuperació mediambiental de la ria i del centre històric, tracta de recuperar la seva vocació marinera tradicional.
Centro Niemeyer és un complex cultural de rellevància internacional que serveixi com a motor per a la regeneració econòmica i urbanística d'una àrea degradada i en ple procés de transformació industrial com és la desembocadura de la ria.

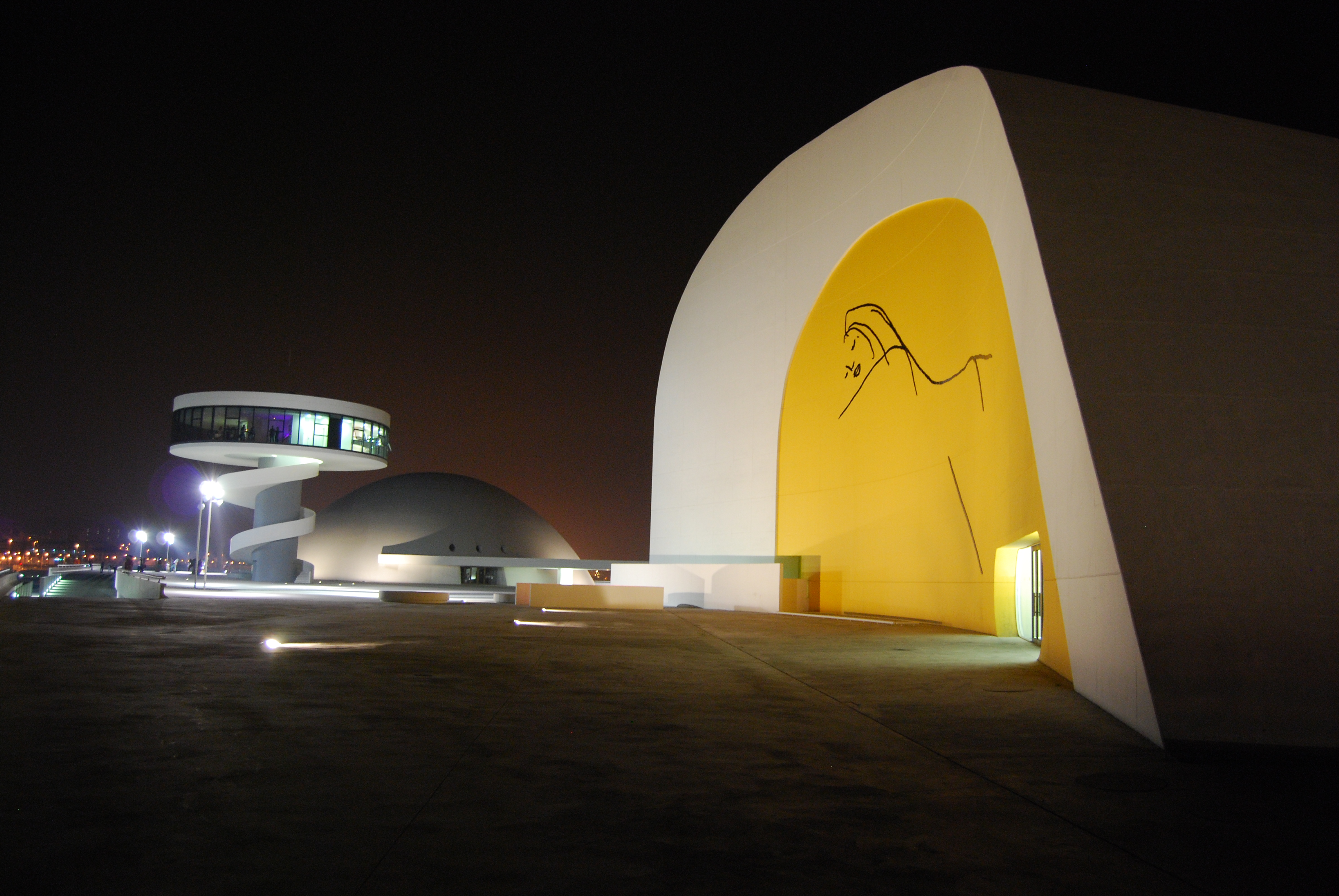
Centro Niemeyer

## Festes
Sens dubte Avilés és la ciutat asturiana festiva per excel·lència. Aquest fet no és aliè a dos factors: un el haver comptat en la dècada dels vuitanta, amb una de les poblacions amb més joves d'Europa i dos, el caràcter alegre i festiu dels avilesinos que han estat capaços de potenciar i ressuscitar a escala nacional, el seu carnaval o antroxu. Entre les seves festes destacarem:
- Gener: la Cavalcada dels Reis Mags.
- Febrer: Carnaval o Antroxu, aquesta festa és declarada d'Interès Turístic Regional, entre els seus actes destaca el qual se celebra el dissabte: El Descens Internacional i Fluvial del Carrer de Galiana, on els veïns reguen als participants i les embarcacions que competeixen baixen lliscant per la costa de Galiana per un mar d'escuma. El dimarts té lloc la Desfilada de Carnaval.
- Març-Abril: se celebra la Setmana Santa, de dimarts fins al divendres, sis confraries treuen els seus passos professionals, tenint especial rellevància, les processons de la Santa Trobada, la del Sant Soterrament i la de la Solitud. El diumenge i el dilluns de Pasqua és la festa del Bollo, declarada d'Interès Turístic Nacional i Internacional, celebrant el seu centenari amb un menjar en El Carrer, que s'ompla amb taules i estovalles per tot el centre històric perquè mengin uns deu mil avilesins en cada edició, fregant el Guinness en el 2001 amb unes onze mil persones. En aquest menjar, es degusta el famós bollo gebrat que és una peculiar especialitat avilesina.
- Maig-Juny: el dimarts següent al setè diumenge després de Pasqua, és la festa de l'Olla, on una parella de nuvis vestit de forma tradicional asturiana, trenquen un càntir i es besen tantes vegades com trossos hi ha, és una ofrena a la fertilitat que té una antiguitat de dos-cents anys.
- Juny: A mitja nit del 24 és la Dansa Primera de Sant Joan, milers d'avilesins es reuneixen al voltant d'una gran foguera en la Plaça de San Juan. Entorn del 29 és la revetlla de San Pere. A mitjanit es balla la Dansa Primera de Sant Pere, que s'inicia en la plaça d'Espanya i acaba en la capella de San Pedro Julio: entorn del 16 Festes del Carmen, a mitjanit es balla la Dansa Primera del Carmen, s'inicia amb el cant de la Salvi Marinera en el carrer Galiana i es descendeix fins a la plaça d'Espanya. El dia 22 Festa de La nostra Senyora de la Magdalena en el barri del mateix nom. El 26 a mitjanit, es balla la Dansa Primera de Santa Anna en la plaça de la Mercè.
- Juliol: La segona quinzena de juliol se celebra el Festival Intercèltic d'Avilés, que cada any cobra més importància a nivell internacional, amb la participació de grups de totes les nacions cèltiques (Galícia, Astúries, Gal·les, Escòcia, Bretanya, Irlanda…).
- Agost: hi ha un sens fi de festes en diferents barris com el de Llaranes, Miranda, El Carbayedo. En aquest mes són les Festes de San Agustín on tota la ciutat bull d'activitat, per a festejar al seu patró. Setembre: el dia 8 al barri de Versalles, celebra les seves festes la Verge de Covadonga, que és al seu torn la patrona d'Astúries.

## Ciutats agermanades
- Saint Augustine (Florida, EUA).
- Saint-Nazaire (Bretanya, França).
- El Aaiún (Sàhara Occidental, Marroc).
- Cárdenas (Cuba).

## Persones il·lustres
- Yago Lamela (1977-2014), atleta.